# Arroz a la cubana
El arroz a la cubana es un plato español, muy típico en Canarias. Su origen pudo ser español, en los tiempos de la Capitanía General de Cuba, según algunos autores, o cubano, según otros, y surgió de un plato consumido por los esclavos africanos allí residentes, con arroz blanco moldeado, huevo frito, salsa de tomate y plátano frito.
Es un plato muy popular que se suele servir caliente en restaurantes españoles como un primer plato, aunque muchas veces sin incorporar el plátano frito.

## Características
El plato está compuesto de arroz blanco hervido, acompañado de salsa de tomate, huevo frito y plátano dulce o plátano macho maduro frito  que le dan un contraste de dulce/salado. El arroz blanco, una vez hervido, se suele moldear con un vaso o taza para que quede a modo de timbal. Suele emplearse en su preparación el típico arroz español de grano redondo. Es un plato que se suele servir caliente. Existen variantes del plato en las que se suele servir con huevos revueltos en lugar de huevo frito. Existen versiones en las que no se incluye un plátano, y en su lugar se pone una salchicha tipo Frankfurt (y en ocasiones bacon).

## Historia
Este plato tiene su origen en la alimentación de las colonias de esclavos que trabajaban en los ingenios de azúcar de Cuba en la América española. El arroz fue introducido por ellos en América desde África, y allí cultivado por ellos mismos para su alimentación. Normalmente, consumían arroz solo que algunos días especiales mezclaban con huevo y plátano frito. 
Es posible que el origen del plato haya sido una de las variantes de arroz conocidas procedente de la cocina caribeña que se modificó y estableció en la península. No se descarta por algunos autores que naciera de platos de arroz al incluir el huevo frito durante la Cuba española.